# Gérard Deprez
Gérard M. Deprez est un homme politique belge, né le 13 août 1943 à Noville, qui a été notamment président du PSC et député européen.

## Biographie
Il est né dans une famille d'agriculteurs du village luxembourgeois de Noville. À la fin de la Seconde Guerre mondiale, il est durement touché. Lors de la Bataille des Ardennes, Noville est complètement détruit, tandis que son père et son oncle sont abattus par les soldats allemands en retraite.
Il est candidat en philosophie et lettres (1961-1963), licencié en sociologie (1963-1967) et docteur en sociologie de l'université catholique de Louvain (1974); membre associé de l'Association universitaire de recherche en administration (1969-1974). Avant de se lancer en politique, il voulait devenir prêtre.
En 1974, il entame une carrière politique pour le PSC. De mai 1974 à octobre 1975, il a été conseiller au cabinet des ministres de la Culture française de l'époque, Jean-Pierre Grafé et Henri-François Van Aal, après quoi il a été conseiller politique de Charles-Ferdinand Nothomb, d'octobre 1975 à mai 1978.
De mai 1978 à avril 1979, il a été secrétaire général du PSC chargé des relations internationales et d'avril 1979 à décembre 1981, il a été chef de cabinet des vice-premiers ministres du PSC Paul Vanden Boeynants et José Desmarets.
En décembre 1981, il succède à Paul Vanden Boeynants en tant que président du parti du PSC, poste qu'il occupe jusqu'en mars 1996. En 1995, il est nommé ministre d'État.
Le roi des Belges Albert II lui octroie en 1995 le titre honorifique de ministre d'État.
Il a quitté le PSC pour fonder en 1998 le MCC, une des composantes du Mouvement réformateur. Il a été le président de ce parti jusqu'à l'élection de Marie-Christine Marghem en mai 2020.
Il est, depuis 2008, le délégué général du Parti démocrate européen.

## Carrière politique
- 1974-1975 : Conseiller au cabinet du ministre de la culture française
- 1975-1978 : Conseiller politique du président du PSC
- 1979-1981 : Chef de cabinet du vice-Premier ministre
- 1978-1979 : Secrétaire politique général du PSC-CVP
- 1981-1996 : Président du PSC
- 1995 : élu sénateur belge, mais ne siège pas
- 1998 : Fondateur du MCC
- 1998- 2020 : Président de l'exécutif du MCC
- 1998- : Vice-président du MR
- 1981-1996 : Membre du bureau politique du PPE
- 1984-2009 : Député au Parlement européen[7]
- 2010-2014 : Sénateur élu direct en remplacement de Louis Michel, député européen
- 2014-2019 : Député au Parlement européen

## Décorations
- Officier de l'ordre de Léopold (6 juin 2009)[8]